# Мангров рак
Мангровият рак (Scylla serrata) е вид ракообразно от семейство Плуващи раци (Portunidae). В много страни от своя естествен ареал мангровите раци се отглеждат за храна и имат съществено стопанско значение.

## Разпространение и местообитание
Видът е разпространен в речните устия и мангровите гори по крайбрежието на Индийския и Тихия океан от Южна Африка до Самоа и южните части на Япония.

## Описание
Достига ширина от 24 см и маса до 3,5 кг.